# Луцький Роман Петрович
Роман Петрович Лу́цький (25 лютого 1979, м. Івано-Франківськ) — український фахівець у галузі права. Доктор юридичних наук, професор, директор Науково-дослідного інституту імені Академіка Івана Луцького Університету Короля Данила.

## Біографія
Народився в селі Боднарів Калуського району Івано-Франківської області. Із золотою медаллю закінчив Олешанську ЗОШ І-ІІІ ступенів (1996). Вивчав право в Національна юридична академія України імені Ярослава Мудрого, дипломом з відзнакою засвідчено отримання повної вищої освіти за спеціальністю «Правознавство» та здобуття кваліфікації юриста (2002). 
Захистив кандидатську дисертацію «Соціальний захист державних службовців в Україні» за спеціальністю 12.00.05 – трудове право; право соціального забезпечення (2010). В 2013 році присвоєно вчене звання доцента кафедри теорії та історії держави і права. Доктор юридичних наук (2018) – дисертація на здобуття наукового ступеня доктора юридичних наук на тему «Теоретико-правові засади формування та розвитку сучасного позитивного права» за спеціальністю 12.00.01 – теорія та історія держави і права; історія політичних і правових учень. Професор кафедри права (2021). 
В 2000 році розпочав свою трудову діяльність на посаді секретаря кафедри теорії та історії держави і права Івано-Франківського інституту права, економіки та будівництва (2007 року заклад отримав статус університету, його перейменовано на Івано-Франківський університет права імені короля Данила Галицького). З 2010 року декан юридичного факультету та доцент кафедри теорії та історії держави і права Івано-Франківський університет права імені короля Данила Галицького. 2015 рік – директор Науково-дослідного інституту імені Академіка Івана Луцького Івано-Франківський університет права імені короля Данила Галицького (2017 року заклад перейменовано на Університет Короля Данила).

## Наукова діяльність
Наукові інтереси зосереджені на питаннях теорії держави і права, філософії права та права соціального забезпечення. Автор понад 100 наукових праць, у тому числі – трьох монографій, одного підручника, 10-ти навчально-методичних праць.
Член редакційної колегії наукових журналів «Університетські наукові записки. Часопис Івано-Франківського університету права імені Короля Данила Галицького», «Науково-інформаційного вісника Івано-Франківського університету права імені Короля Данила Галицького». 
Являється учнем та послідовником «Прикарпатської школи права імені Академіка Івана Луцького».